# Al-Amirijja (Afrin)
Al-Amirijja (arab. الأميرية) – wieś w Syrii, w muhafazie Aleppo, w dystrykcie Afrin. W 2004 roku liczyła 955 mieszkańców.